# Partidele minorităților etnice din România
Constituția României asigură câte un loc în Camera Deputaților pentru partidele și asociațiile culturale ale minorităților etnice din România. La alegerile parlamentare din 2020, următoarele partide și asociații au obținut un mandat de deputat:
- Partida Romilor „Pro Europa”
- Liga Albanezilor din România
- Forumul Democrat al Germanilor din România (FDGR/DFDR)
- Asociația Macedonenilor din România
- Uniunea Elenă din România
- Uniunea Ucrainenilor din România
- Uniunea Democratică a Slovacilor și Cehilor din România
- Comunitatea Rușilor Lipoveni din România
- Uniunea Bulgară din Banat-România
- Uniunea Sârbilor din România
- Asociația Italienilor din România
- Uniunea Armenilor din România
- Uniunea Culturală a Rutenilor din România
- Uniunea Polonezilor din România
- Uniunea Democrată Turcă din România
- Federația Comunităților Evreiești din România
- Uniunea Croaților din România
- Uniunea Democrată a Tătarilor Turco-Musulmani din România

Uniunea Democrată Maghiară din România (UDMR/RMDSZ) se situează peste pragul electoral de 5% și a fost inițial reprezentată în Parlament în cadrul actualei legislaturi de 21 deputați (actualmente 20) și 9 senatori.